# Clara Stern
Clara Stern, geborene Joseephy, (* 12. März 1877 in Berlin; † 8. Dezember 1945 in New York City, USA) leistete an der Seite ihres Mannes William Stern Hervorragendes auf dem Gebiet der Entwicklungspsychologie.
Clara Stern war die Mutter des Essayisten, Technikkritikers und Philosophen Günther Anders, der Übersetzerin und Widerstandskämpferin gegen den Nationalsozialismus, Hilde Marchwitza und der Sozialarbeiterin Eva Michaelis-Stern.

## Biografie

Clara und William Stern mit ihrer Familie, vor 1914

Clara Stern stammte aus einer begüterten jüdischen Familie Berlins. Ihr Vater war der Bankier Julius Joseephy, ihre Mutter die Friederike geb. Benjamin. Geboren wurde sie in ihrem Elternhaus in der Mathäikirchstraße 12. Ihre Familie sah in Wilhelm Stern, Claras zukünftigem Mann, nur einen „Bürgerlichen“, ihrer Ansicht nach kein geeigneter Ehemann für Clara. Sie aber setzte sich durch und heiratete ihn 1899. In Breslau, wo William Stern eine Professur für Pädagogik innehatte, zogen die Eheleute ihre drei Kinder, Hilde (1900–1961), Günther (1902–1992) und Eva (1904–1992) auf.
William und Clara Stern schrieben ihre Beobachtungen über die Entwicklung der Kinder in wissenschaftliche, sehr genaue Tagebücher. Die Ergebnisse ihrer Erforschung fassten die beiden in „Die Kindersprache“ (1907), „Erinnerung, Aussage und Lüge in der ersten Kindheit“ (1908) und der „Psychologie der frühen Kindheit bis zum sechsten Lebensjahr“ 1914 zusammen. Die Kinder berichteten später, dass sie von all diesen Beobachtungen kaum etwas gemerkt hätten. Für die wissenschaftliche Methodik dieser Tagebuchmethode war dies wesentlich, denn ihre Resultate sollten nicht durch „gezielte“ Untersuchungsmethoden mit Bias verfälscht werden. Die Mehrzahl der Eintragungen stammten von Clara Stern, da William Stern in Breslau den Verpflichtungen seines Lehrstuhls nachkommen musste.
Die computerisierte, über das Datenbankprojekt CHILDES im Internet recherchierbare Transkription der Tagebücher über Kindheit der 1900er Jahre ist gegenwärtig Ausgangspunkt für vertiefte Fortführungen im Rahmen der Qualitativen Sozialforschung und Entwicklungspsychologie.
Durch die Machtergreifung der Nazis 1933 wurden jüdische Wissenschaftler sozusagen über Nacht aus ihren Ämtern gedrängt. Claras Ehemann William Stern musste die Leitung seines Psychologischen Instituts und seine Funktionen in allen Gremien an der Universität Hamburg aufgeben. Gewarnt durch ihren 31-jährigen Sohn Günther, dass Hitlers „Mein Kampf“ die Vernichtung der Juden propagiere, ging das Ehepaar Stern rechtzeitig ins rettende ausländische Exil, zunächst in die Niederlande, dann weiter in die USA. Im Bundesstaat North Carolina bekam der weltweit renommierte Begründer der Differenziellen Psychologie William Stern an der Duke University in Durham (North Carolina) eine Professur, die den Lebensunterhalt des deutschjüdischen Ehepaars sicherte. Clara Stern verstarb dort 71-jährig, etwa zehn Jahre nach ihrem Ehemann.

## Schriften

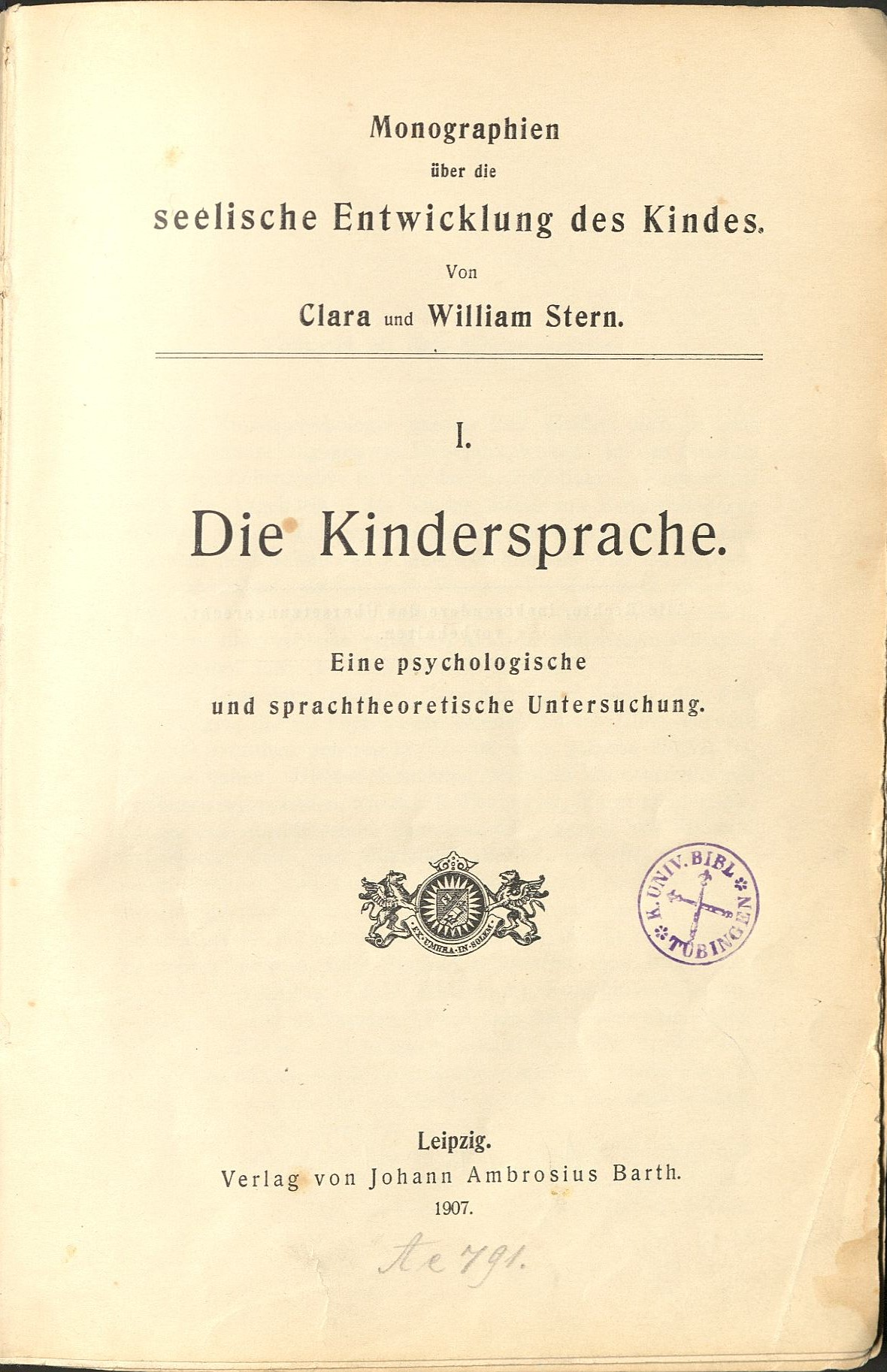
Die Kindersprache (1907)

- Clara Stern, William Stern: Die Kindersprache. 1907, Neudruck Wissenschaftliche Buchgesellschaft Darmstadt (WBG) 1987 (1)
- Clara Stern, William Stern: Erinnerung, Aussage und Lüge in der ersten Kindheit. Leipzig : Barth, 1909
- Clara Stern, William Stern: Psychologie der frühen Kindheit. 1914 – das bis 1987 vielfach aufgelegte Standardwerk